# Bogdan Vătăjelu
Bogdan Ilie Vătăjelu (Râmnicu Vâlcea, 24 aprile 1993) è un calciatore rumeno, centrocampista o difensore dell'Aqtöbe.

## Palmarès

### Club

#### Competizioni nazionali
- Coppa di Romania: 1

U Craiova: 2020-2021
- Coppa del Kazakistan: 1

Aqtobe: 2024